# Aire coutumière Paici-Camuki
Paici-Camuki est une aire coutumière de la Nouvelle-Calédonie. Elle est située en Province Nord sur la Grande Terre entre les aires Hoot ma Waap au nord et Ajië-Aro au sud. Elle s'étend sur les communes de Koné, Poindimié, Ponérihouen, Pouembout, Touho et sur deux des six tribus de Poya. Elle tire son nom des deux langues kanak qui y sont parlées et qui appartiennent toutes deux au groupe du Centre : le paicî, parlé par près de 5 500 locuteurs sur la commune de Poindimié surtout et l'une des quatre langues kanak ouvertes à l'enseignement, et le cèmuhî ou camuki utilisé par un peu plus de 2 000 personnes à Touho.